# Astrolity
Astrolity jsou výbušné směsi hydrazinu (a jeho solí) s dusičnanem amonným. Jedná se povětšinou o kapaliny, popř. gely (hydrazin rozpouští dusičnan amonný).
Příkladem jednoduchého astrolitu je směs bezvodého hydrazinu a suchého dusičnanu amonného. Běžná hustota astrolitů je někde mezi 1,3 až 1,4 g/cm3 a dosažitelné detonační rychlosti lehce překonávají 7000 m/s a občas i 8000 m/s. Jednoduchý astrolit z hydrazinu/dusičnanu amonného má hustotu 1,42 g/cm3 a detonační tlak přes 200 kbar - jde tedy o výbušninu s o něco vyšší brizancí než TNT.
Astrolity pro svoji těkavost a toxicitu nikdy nenalezly širokého uplatnění a z dnešního pohledu se jedná spíše o historickou kuriozitu.